# Марш Смерті з Батаану

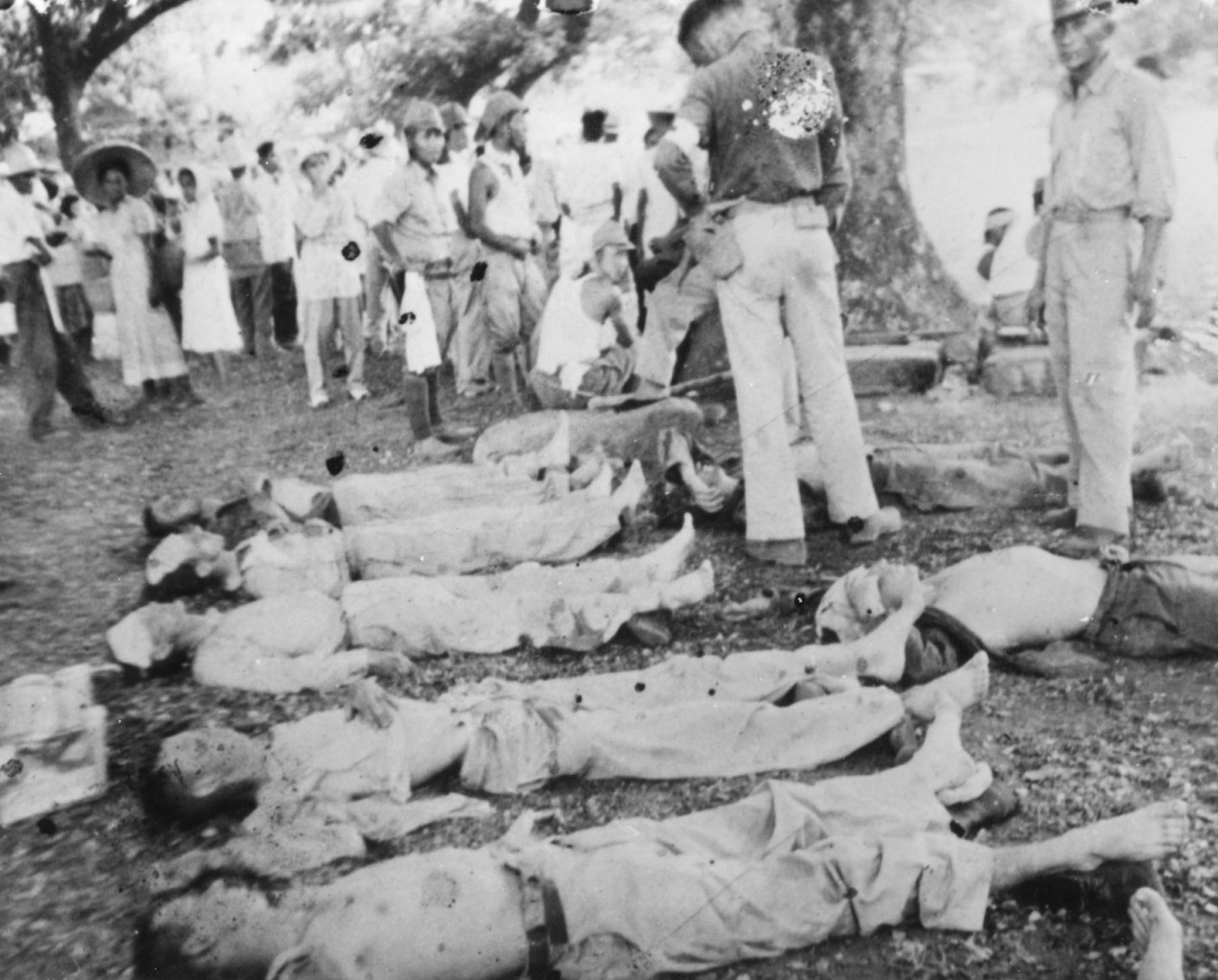
Солдати, що померли під час маршу

Марш Смерті з Батаану (англ. Bataan Death March) — воєнний злочин часів Другої світової війни, коли Імперська армія Японії переводила американських та філіппінських військовополонених з півдня півострову Батаан до табору «О'Доннел» в провінції Тарлак. Марш смерті довжиною 106 кілометрів мали подолати від 60000 до 80000 полонених, з них 2500-10000 філіппінців та 100—650 американців померли у дорозі. Вчені не можуть дати точну оцінку кількості загиблих, оскільки невідомо, скільком людям вдалось втекти та змішатися з місцевим населенням.

## Марш

Маршрут. Подвійна лінія позначає шлях, подоланий у залізничних вагонах

Битва за Батаан завершилась 9 квітня 1942 року, коли американські та філіппінські військові здались у полон японській армії. Полоненим наказали йти пішки до Баланги — столиці провінції Батаан.
Перший воєнний злочин стався на березі річки Пантіган, коли за наказом полковника Масанобу Цуї було страчено 350—400 полонених роззброєних філіппінців.
Під час маршу військовополонені страждали від нестачі води та їжі, змушені були пити воду з калюж понад дорогою. Після того, як вони досягли Баланги, погані санітарні умови та перенаселення стали причиною спалаху дизентерії та інших хвороб. Хоча серед полонених були військові лікарі, вони не могли надавати допомогу без лікарських засобів, а японці не надавали полоненим ніякої медичної допомоги взагалі.
З Баланги полонені мали йти пішки до Сан-Фернандо. Дорогою їм так само не вистачало їжі та води, їх били, деякі японські офіцери тренувались у нанесенні ударів мечем на полонених. Спеціальні «очисні команди» вбивали тих, хто не міг йти.
З Сан-Фернандо полонених залізницею відправляли у Капас. При цьому частину ув'язнених садили у товарні вагони без вентиляції. Ці вагони розжарювались під тропічним сонцем, також люди продовжували страждати від хвороб.
Нарешті, досягнувши Капасу, полонені мали знову пішки пройти до табору О'Доннел — колишньої тренувальної бази філіппінської армії, яку японці перетворили на концентраційний табір.

## Сприйняття під час війни

Американський постер з новиною про марш.

Уряд Сполучених Штатів повідомив громадськість про марш лише 27 січня 1944 року, опублікувавши свідчення офіцерів, які змогли вижити. Згодом подробиці свідчень з'явились у журналі Лайф. В свою чергу, уряд Японії намагався зменшити ефект американської пропаганди, публікуючи у газеті «The Manila Times» статті, що описували добре поводження з полоненими.

## Судові процеси
У вересні 1945 року союзні сили заарештували генерала Масахару Хомма — командувача 14-ї армії, бійці якої організовували марш смерті. Його звинуватили у 43 випадках злочинів проти людяності, 26 лютого 1946 року засудили до розтрілу, вирок було виконано 3 квітня 1946 року.
Також ряд японських командувачів (Ітаґакі Сеїсіро, Доїхара Кендзі, Кімура Неїтаро, Хірота Кокі) були засуджені, в тому числі й за ці злочини, під час Токійського процесу.